# Paulo de Jolly
Paulo de Jolly Monge (Santiago, 1952-8 de junio de 2020) fue un poeta chileno.

## Biografía
En 1982 publicó el poemario Louis XIV –editado por la Universidad de San Juan de Puerto Rico–, breve volumen que por mucho tiempo permaneció como su única obra. Este trabajo le valió el reconocimiento de sus pares y lo hizo conocido en el ámbito literario como un personaje excéntrico por su fijación con la corte del monarca y el siglo XVII francés. Dicha obra lo hizo ganador del Concurso Internacional Juan Ramón Jiménez, otorgado en Puerto Rico, en 1984.
En 2003 publicó una segunda obra titulada Príncipes, duques y mariscales de Francia, siempre dentro de la temática que lo apasionaba y acorde con su propósito histórico y literario de subsanar la falta de un gran poeta en la corte del «Rey Sol» que llevara al verso los esplendores de la nobleza.
El poemario Louis XIV fue reeditado en Chile por Tajamar Editores en el año 2006, con prólogo de Diego Maqueira, y en 2018 por Ediciones Universidad Diego Portales, con prólogo de Pedro Gandolfo.
Era considerado un poeta de culto, alejado de la tradición de la poesía chilena. Fue un abierto adherente a la dictadura militar, y afirmó que Louis XIV tenía como objeto «darle un modelo a Pinochet para que hubiese impulsado un renacimiento de las artes en el país, con palacios, ópera, ballet y literatura. Pero mi libro pasó desapercibido». Fue crítico de la obra de Nicanor Parra, a quien consideraba «un mal ejemplo para los poetas jóvenes, porque en una época pensaban que si la poesía no tenía grosería, alcohol, drogas, escándalo, no sería poesía».
Vivió más de dos décadas en residencias psiquiátricas, debido a que padecía trastorno bipolar y otras enfermedades. Falleció el 8 de junio de 2020 por causas que no han sido difundidas.

## Obras
- Louis XIV (1982, reeditado en 2006 y 2018)
- Príncipes, duques y mariscales de Francia (2003)

Antologías
- Ganymedes/6 (1980)[7]